# Собор Святейшего Сердца Иисуса (Браззавиль)
Собор Святейшего Сердца Иисуса в Браззавиле (фр. Cathédrale du Sacré-Cœur de Brazzaville) — религиозное сооружение, принадлежащее Католической церкви и расположенное в городе Браззавиль в африканском государстве Республика Конго.

## История

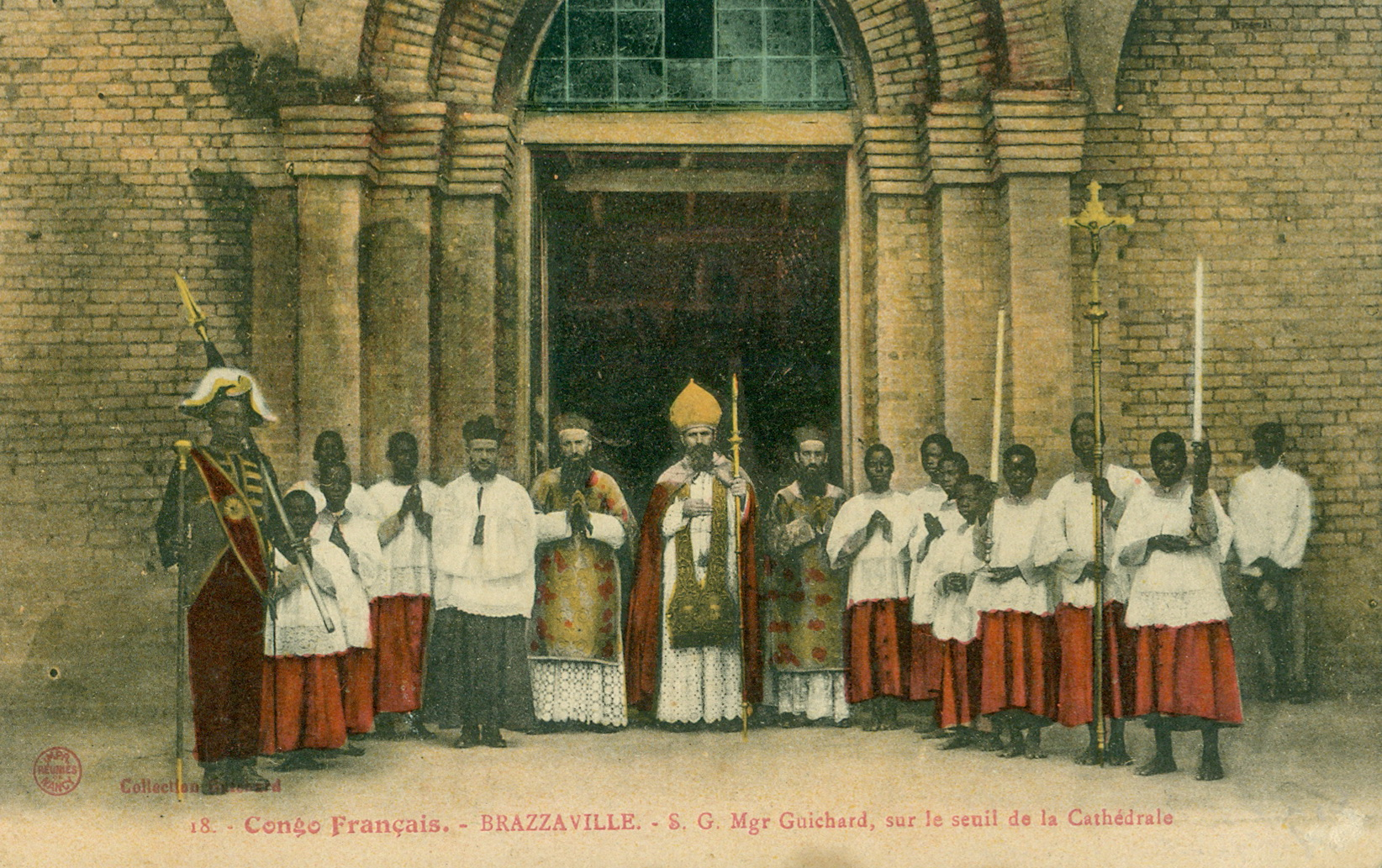
Французская открытка начала XX века: Французское Конго, Браззавиль, св. Георгий Монсеньор Гишар изображён на стене собора

Собор является резиденцией епископа архиепархии Браззавиля и старейшим сохранившимся собором в Центральной Африке. Здание было построено в 1892 году и освящено в 1894 году. В 1952 и 1993 годах собор был отреставрирован. Главный вход обращен на восток и украшен двумя большими полихромными статуями Святых Павла и Петра, созданными до 1914 года. В 1944 году собор посетил председатель Французского комитета национального освобождения Шарль де Голль, а в 1980 году — Папа римский Иоанн Павел II.